# Balestra veloce

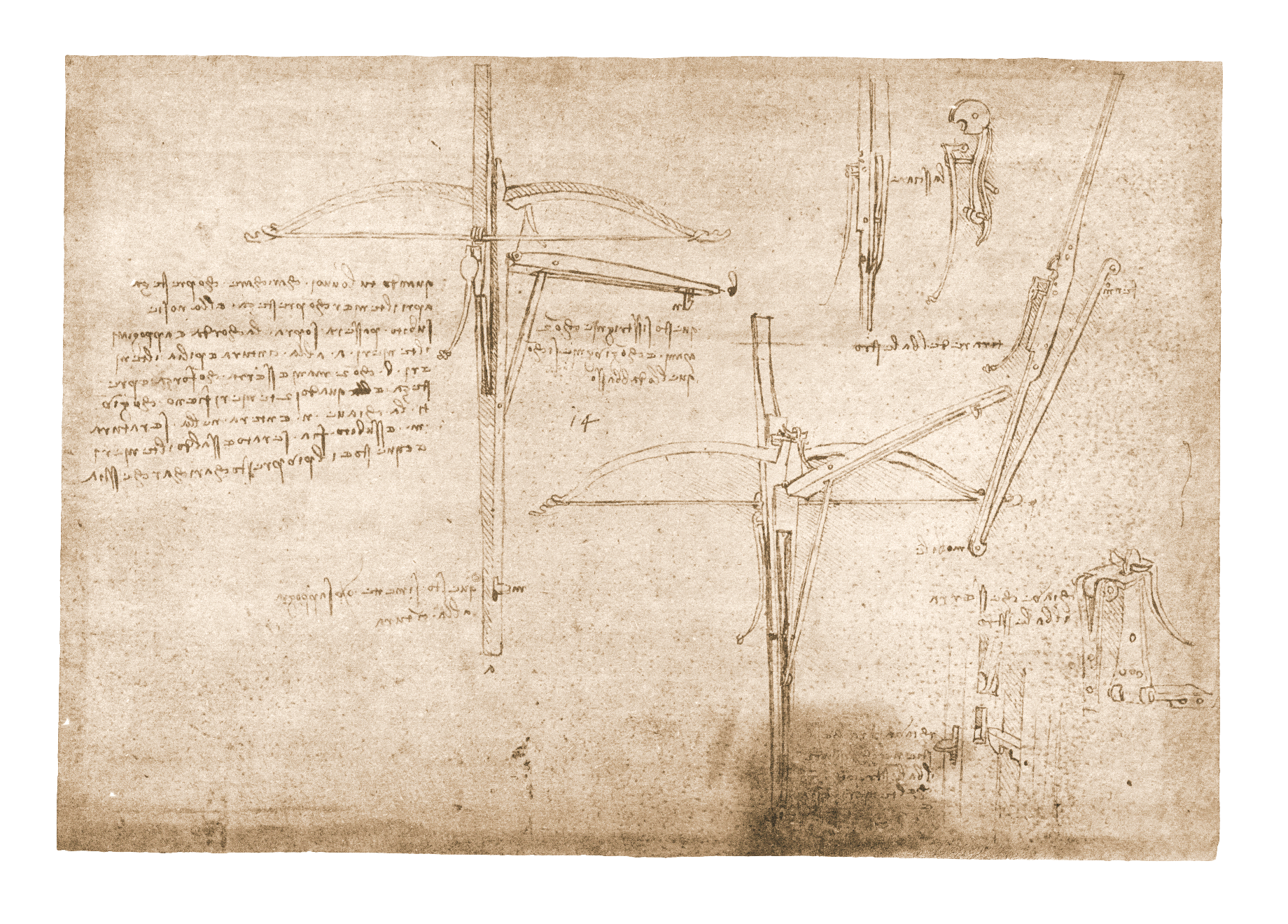
La Balestra veloce disegnata da Leonardo sul foglio 153r del Codice Atlantico

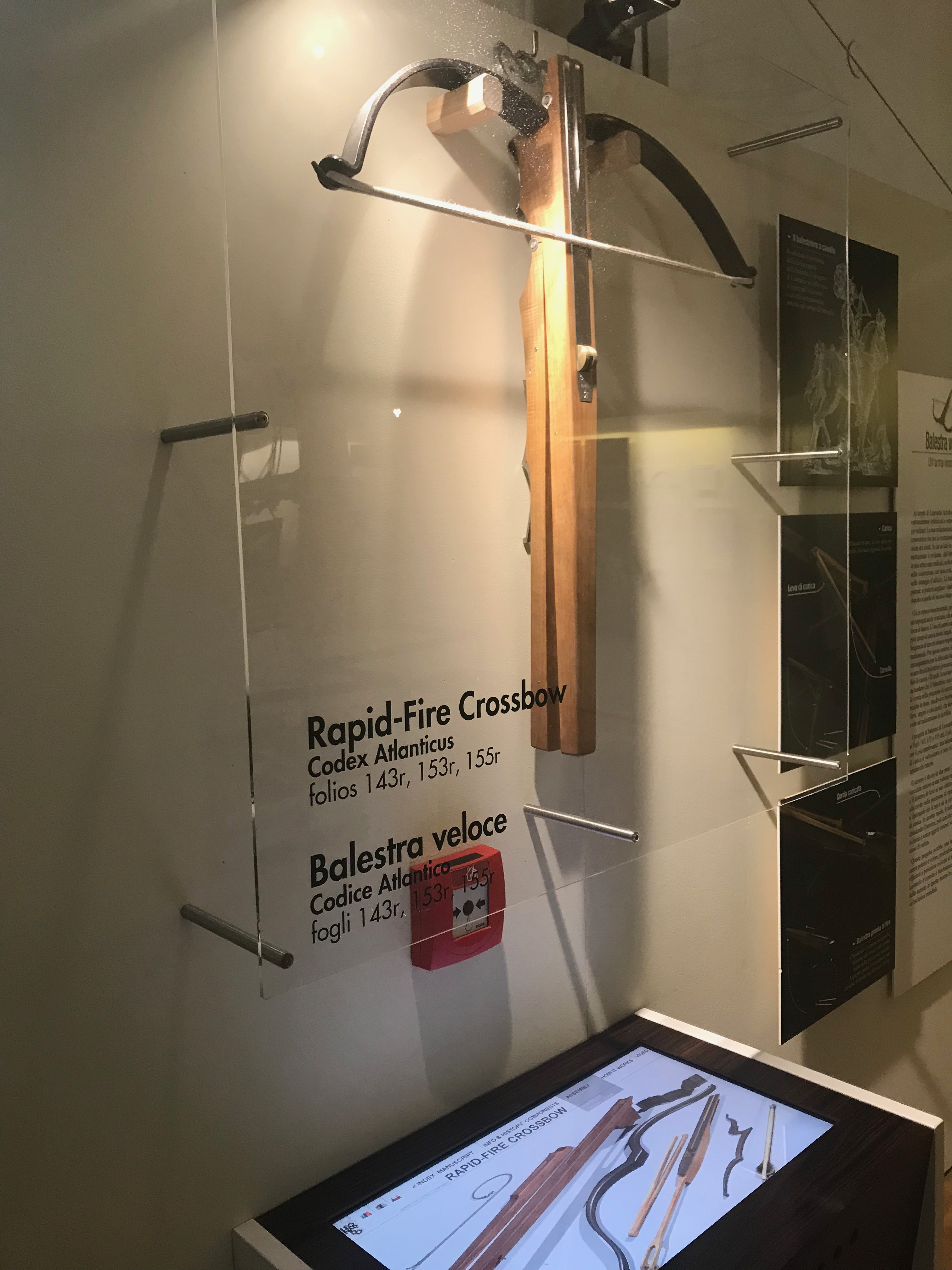
La Balestra Veloce di Leonardo esposta al Mondo di Leonardo di Milano

La balestra veloce è un progetto di balestra con ricarica rapida ideata da Leonardo da Vinci e disegnata sui fogli 143r, 153r e 155r del Codice Atlantico. Dopo un prototipo realizzato nel 2013, il primo modello funzionante ha visto la luce il 24 giugno 2015 nel corso di una dimostrazione al Castello Sforzesco di Milano. Lo strumento, frutto di uno studio condotto da Edoardo Zanon del centro studi Leonardo3, è stato realizzato dal maestro balestriere Danilo Giovannini nel rispetto delle tecniche di lavorazione e assemblaggio disponibili all'epoca di Leonardo. Il modello consente precisione nel tiro ed è dotato di un  meccanismo di carica rapida, inesistente anche nelle moderne balestre tradizionali. Leonardo da Vinci non si è limitato allo studio e al miglioramento di quanto disponibile al suo tempo, ma ha prodotto una vera e propria invenzione che, se concretamente realizzata, avrebbe potuto cambiare le strategie sul campo di battaglia e, conseguentemente, il corso della storia.